# 北海道の地方費道一覧
北海道の地方費道一覧（ほっかいどうのちほうひどういちらん）は、北海道にあった地方費道および準地方費道の一覧である。区間、市区町村名は認定当初のものである。また、旧字体は修正してある。地方費道、準地方費道ともに1号から認定されていった。
廃止年月日の後に廃止後の路線を表記した。（R○○は国道○○号線、r○○は道道○○号線、地○○は地方費道○○号線、準○○は準地方費道○○号線、ただし認定当初の番号）

## 地方費道

### 1920年4月1日認定
- 地方費道1号札幌江差線（札幌区～檜山郡江差町）

→1957年7月25日廃止、r187大沼公園市渡線の一部、R227函館江差線の一部
- 地方費道2号札幌浦河線（札幌区～浦河郡浦河町）

→1954年3月30日廃止、R235室蘭浦河線の一部
- 地方費道3号札幌根室線（札幌区～根室郡根室町大字花咲港）

→1957年7月25日廃止、R38、R242釧路根室線、r277
- 地方費道4号札幌稚内線（札幌区～宗谷郡稚内町）

→1954年3月30日廃止、r11札幌沼田線、R233旭川留萌線の一部、R232稚内留萌線、R40の一部
- 地方費道5号旭川根室線（旭川区～根室郡根室町）

→1954年3月30日廃止、R39、R244網走斜里根室線
- 地方費道6号旭川稚内線（旭川区～宗谷郡稚内港）

→1954年3月30日廃止、R40の一部、r26浜頓別常磐線、R238網走稚内線の一部
- 地方費道7号帯広浦河線（河西郡帯広町～浦河郡浦河町）

→1954年3月30日廃止、R236帯広浦河線
- 地方費道8号帯広網走線（河西郡帯広町～網走郡網走町）

→1957年7月25日廃止、r30留辺蘂西足寄線の一部、r273
- 地方費道9号稚内網走線（宗谷郡稚内町～網走郡網走町）

→1954年3月30日廃止、R238稚内網走線
- 地方費道10号網走釧路港線（網走郡網走町～釧路郡釧路港）

→1954年3月30日廃止、r14網走小清水弟子屈線、r16釧路弟子屈線、r46
- 地方費道11号札幌岩内線（札幌区～岩内郡岩内港）

→1957年7月25日廃止、r20岩内小沢線、r200
- 地方費道12号札幌円山線（札幌区～札幌郡藻岩村大字円山村札幌神社第2鳥居前）

→1957年7月25日廃止、後続の路線不明
- 地方費道13号札幌停車場線（札幌区～札幌停車場）

→1954年3月30日廃止、r39
- 地方費道14号函館停車場線（函館区～函館停車場）

→1957年7月25日廃止、後続の路線無し
- 地方費道15号倶知安停車場線（虻田郡倶知安町～倶知安停車場）

→1957年7月25日廃止、r201
- 地方費道16号小樽中央小樽停車場線（小樽区～中央小樽停車場）

→1954年3月30日廃止、後続の路線無し
- 地方費道17号小樽港線（小樽区～小樽港）

→1954年3月30日廃止、r38
- 地方費道18号旭川停車場線（旭川区～旭川停車場）

→1954年3月30日廃止、r41
- 地方費道19号留萌停車場線（留萌郡留萌町～留萌停車場）

→1954年3月30日廃止、r42
- 地方費道20号留萌港線（留萌郡留萌町～留萌郡留萌港）

→1954年3月30日廃止、r43
- 地方費道21号網走停車場線（網走郡網走町～網走停車場）

→1954年3月30日廃止、r44
- 地方費道22号網走港線（網走郡網走町～網走郡網走港）

→1957年7月25日廃止、r276網走港線
- 地方費道23号帯広停車場線（河西郡帯広町～帯広停車場）

→1954年3月30日廃止、r47
- 地方費道24号釧路停車場線（釧路郡釧路町～釧路停車場）

→1954年3月30日廃止、r45
- 地方費道25号根室港線（根室郡根室町～根室郡根室港）

→1957年7月25日廃止、r286

### 1922年7月21日認定
- 地方費道26号根室停車場線（根室町大字花咲町～根室停車場）

→1957年7月25日廃止、r285

### 1932年12月9日認定
- 地方費道27号室蘭函館線（室蘭市海岸町～函館市東浜町）

→1954年3月30日廃止、R37
- 地方費道28号福山函館線（松前郡福山町大字大松前町～函館市東浜町）

→1954年3月30日廃止、R228函館松前江差線の一部
- 地方費道29号札幌夕張線（札幌市北3条西5丁目～夕張郡夕張町夕張停車場）

→1954年3月30日廃止、r6
- 地方費道30号阿寒湖畔釧路線（阿寒郡舌辛村大字飽別村阿寒湖畔～釧路市幣舞町）

→1954年3月30日廃止、R240釧路網走線の一部
- 地方費道31号阿寒湖畔網走線（阿寒郡舌辛村大字飽別村阿寒湖畔～網走郡網走町大字北見町）

→1954年3月30日廃止、R240釧路網走線の一部

### 1935年5月23日認定
- 地方費道32号江差瀬棚線（檜山郡江差町大字中歌町～瀬棚郡瀬棚町大字瀬棚村）

→1954年3月30日廃止、R229小樽江差線の一部
- 地方費道33号江差福山線（檜山郡江差町大字中歌町～松前郡福山町大字大松前町）

→1954年3月30日廃止、R228函館松前江差線の一部
- 地方費道34号札幌室蘭線（札幌市北3条西5丁目～室蘭市海岸町）

→1957年7月25日廃止、R230札幌虻田線の一部、r233伊達洞爺線
- 地方費道35号室蘭浦河線（室蘭市海岸町～浦河郡浦河町大字浦河村）

→1954年3月30日廃止、R235室蘭浦河線
- 地方費道36号滝川橋本線（空知郡滝川町字材木通?～樺戸郡新十津川村字橋本町）

→1954年3月30日廃止、r24滝川浜益線の一部
- 地方費道37号旭川留萌線（旭川市4条通8丁目～留萌郡留萌町大字留萌村）

→1957年7月25日廃止、R233旭川留萌線の一部、r205納内停車場内大部線の一部、r206納内一已深川線
- 地方費道38号帯広弟子屈線（帯広市字下帯広～川上郡弟子屈村字弟子屈御料地）

→1954年3月30日廃止、R241弟子屈帯広線
- 地方費道39号美幌弟子屈線（網走郡美幌町大字美幌市街地～川上郡弟子屈村字弟子屈御料地）

→1957年7月25日廃止、R243網走根室線の一部
- 地方費道40号旭川層雲峡線（旭川市4条通8丁目～上川郡上川村層雲峡）

→1954年3月1日廃止、r2留辺蘂上川線の一部
- 地方費道41号旭川帯広線（旭川市4条通8丁目～帯広市字下帯広）

→1954年3月30日廃止、R237旭川浦河線の一部
- 地方費道42号帯広然別線（帯広市字下帯広～河東郡鹿追村然別湖畔）

→1957年7月25日廃止、r289音更新得線の一部、r290清水然別湖線の一部
- 地方費道43号根室飛行場線（根室町大字花咲町～根室飛行場）

→1957年7月25日廃止、後続路線無し
- 地方費道44号旭川吹上線（旭川市4条通8丁目～空知郡上富良野村吹上）

→1957年7月25日廃止、r242

### 1938年9月28日認定
- 地方費道45号戸井函館線（戸井村～函館市）

→1957年7月25日廃止、r112尾札部戸井函館線の一部
- 地方費道46号浦河旭川線（浦河町～旭川市）

→1954年3月30日廃止、R237旭川浦河線
- 地方費道47号常呂津別線（常呂村地方費道稚内網走線分岐点～津別村地方費道帯広網走線分岐点）

→1954年3月30日廃止、r13、r49
- 地方費道48号美幌川湯線（美幌町地方費道帯広網走線分岐点～弟子屈村字川湯）

→1957年7月25日廃止、r278の一部
- 地方費道49号千歳支笏湖線（千歳村地方費道札幌浦河線分岐点～支笏湖）

→1954年3月30日廃止、r37
- 地方費道50号入舸余市線（入舸村～余市町国道4号線分岐点）

→1957年7月25日廃止、r192神恵内入舸古平線の一部
- 地方費道51号新得士幌線（新得町地方費道札幌根室線分岐点～士幌村）

→1954年3月30日廃止、r35本別新得線の一部
- 地方費道52号上川停車場線（上川村37線地方費道旭川根室線分岐点～上川停車場）

→1957年7月25日廃止、r254
- 地方費道53号喜茂別倶知安線（喜茂別村地方費道札幌室蘭線分岐点～倶知安町）

→1954年3月30日廃止、r10倶知安喜茂別線
- 地方費道54号名寄紋別港線（名寄町～紋別港）

→1957年7月25日廃止、R239網走留萌線の一部、r262
- 地方費道55号川湯川湯停車場線（弟子屈村字川湯～川湯停車場）

→1957年7月25日廃止?、r278の一部

### 1942年7月9日認定
- 地方費道56号苫小牧停車場線（勇払郡苫小牧町～苫小牧停車場）

→1954年3月30日廃止、r40
- 地方費道57号名寄天塩港線（上川郡名寄町～天塩郡天塩港）

→1957年7月25日廃止、R40の一部
- 地方費道58号弟子屈根室線（川上郡弟子屈村～根室郡根室町）

→1954年3月30日廃止、R243網走根室線の一部

## 準地方費道

### 1920年4月1日認定
- 準地方費道1号札幌倶知安線（札幌区～虻田郡倶知安町）

→1939年2月22日廃止、地34の一部、地53
- 準地方費道2号札幌留萌線（札幌区～留萌郡留萌町）

→1954年3月30日廃止、R231札幌留萌線
- 準地方費道3号札幌広島線（札幌区～札幌郡広島村）

→1935年5月23日廃止、準118に重複
- 準地方費道4号札幌篠路線（札幌区～札幌郡篠路村）

→1957年7月25日廃止、後続路線不明
- 準地方費道5号札幌恵庭線（札幌区～千歳郡恵庭村）

→1957年7月25日廃止、後続路線不明
- 準地方費道6号札幌札幌村線（札幌区～札幌郡札幌村）

→1950年3月14日廃止、準192の一部
- 準地方費道7号札幌新篠津線（札幌区～石狩郡新篠津村）

→1957年7月25日廃止、r178月形江別線の一部
- 準地方費道8号石狩軽川停車場線（石狩郡石狩町～軽川停車場）

→1957年7月25日廃止、r208
- 準地方費道9号厚田岩見沢停車場線（厚田郡厚田村～岩見沢停車場）

→1954年3月30日廃止、r22、r12、r48
- 準地方費道10号浜益滝川停車場線（浜益郡浜益村～滝川停車場）

→1954年3月30日廃止、r24滝川浜益線、r52
- 準地方費道11号長万部停車場室蘭線（長万部停車場～室蘭区）

→1932年12月9日廃止、地27の一部
- 準地方費道12号函館椴法華線（函館区～亀田郡椴法華村）

→1954年3月30日廃止、r112尾札部戸井函館線の一部
- 準地方費道13号椴法華森港線（亀田郡椴法華村～茅部郡森港）

→1954年3月30日廃止、r112尾札部戸井函館線の一部、r8函館臼尻森線の一部、r113森港線の一部
- 準地方費道14号函館大野線（函館区～亀田郡大野村）

→1957年7月25日廃止、R227函館江差線の一部
- 準地方費道15号函館江差線（函館区～檜山郡江差町）

→1954年3月30日廃止、r9
- 準地方費道16号函館福山線（函館区～松前郡福山町）

→1932年12月9日廃止、地28
- 準地方費道17号福山江差線（松前郡福山町～檜山郡江差町）

→1935年5月23日廃止、地33
- 準地方費道18号江差岩内線（檜山郡江差町～岩内郡岩内町）

→1954年3月30日廃止、R229小樽江差線の一部
- 準地方費道19号江差久遠線（檜山郡江差町～久遠郡久遠村）

→1957年7月25日廃止、r183久遠宮野線の一部
- 準地方費道20号江差太櫓線（檜山郡江差町～太櫓郡太櫓村）

→1957年7月25日廃止、r184太櫓北檜山線の一部
- 準地方費道21号熊石八雲停車場線（爾志郡熊石村～八雲停車場）

→1954年3月30日廃止、r17八雲熊石線、r50
- 準地方費道22号瀬棚国縫停車場線（瀬棚郡瀬棚港～国縫停車場）

→1954年3月30日廃止、r18長万部東瀬棚線
- 準地方費道23号大野本郷停車場線（亀田郡大野村～本郷停車場）

→1957年7月25日廃止、r188
- 準地方費道24号倶知安室蘭線（虻田郡倶知安町～室蘭区）

→1957年7月25日廃止、R230札幌虻田線の一部
- 準地方費道25号寿都港蕨岱停車場線（寿都郡寿都港～蕨岱停車場）

→1954年3月30日廃止、r19
- 準地方費道26号倶知安磯谷線（虻田郡倶知安町～磯谷郡磯谷村）

→1957年7月25日廃止、r197
- 準地方費道27号徳舜瞥倶知安線（有珠郡徳舜瞥村～虻田郡倶知安村）

→1957年7月25日廃止、r203白老喜茂別線の一部
- 準地方費道28号徳春別伊達線（有珠郡徳舜瞥村～有珠郡伊達村）

→1954年3月30日に北海道告示第504号によって北海道道96号大滝伊達線に路線変更された。（1961年3月31日廃止）
- 準地方費道29号入舸岩内線（積丹郡入舸村～岩内郡岩内町）

→1957年7月25日廃止、r192神恵内入舸古平線の一部?、R229小樽江差線の一部
- 準地方費道30号倶知安高島線（虻田郡倶知安町～高島郡高島村）

→1940年11月30日廃止、後続路線無し
- 準地方費道31号倶知安発足線（虻田郡倶知安町～岩内郡発足村）

→1950年3月14日廃止、準198の一部
- 準地方費道32号倶知安入舸線（虻田郡倶知安町～積丹郡入舸村）

→1957年10月1日廃止、r193野塚美国線
- 準地方費道33号倶知安赤井川線（虻田郡倶知安町～余市郡赤井川村）

→廃止時期不明、r95小樽仁木線の一部?
- 準地方費道34号真狩狩太停車場線（虻田郡真狩村～狩太停車場）

→1957年7月25日廃止、r194留寿都狩太線
- 準地方費道35号岩見沢長沼線（空知郡岩見沢町～夕張郡長沼村）

→1954年3月30日廃止、r6の一部
- 準地方費道36号岩見沢幌向線（空知郡岩見沢町～空知郡幌向村）

→1957年7月25日廃止、r211
- 準地方費道37号岩見沢夕張線（空知郡岩見沢町～夕張郡夕張町）

→1922年7月21日廃止、準37札幌夕張線の一部
- 準地方費道38号岩見沢三笠山線（空知郡岩見沢町～空知郡三笠山村）

→1957年7月25日廃止、r216岩見沢三笠線
- 準地方費道39号岩見沢北線（空知郡岩見沢町～空知郡北村）

→1957年7月25日廃止、後続路線無し
- 準地方費道40号岩見沢浦臼線（空知郡岩見沢町～樺戸郡浦臼村）

→1957年7月25日廃止、r223
- 準地方費道41号岩見沢歌志内線（空知郡岩見沢町～空知郡歌志内村）

→1947年8月25日廃止、準164の一部
- 準地方費道42号岩見沢秩父別線（空知郡岩見沢町～雨竜郡秩父別村）

→1957年7月25日廃止、R233旭川留萌線の一部
- 準地方費道43号深川和寒線（雨竜郡深川町～上川郡和寒村）

→1957年7月25日廃止、r228、r25士別沼田線の一部、r229
- 準地方費道44号深川停車場線（雨竜郡福川町～深川停車場）

→1957年7月25日廃止、r232
- 準地方費道45号旭川留萌線（旭川区～留萌郡留萌町）

→廃止時期不明、r25士別沼田線の一部
- 準地方費道46号旭川当麻線（旭川区～上川郡当麻村）

→1957年10月1日廃止、r248の一部、r246比布当麻東川線の一部
- 準地方費道47号旭川東川線（旭川区～上川郡東川村）

→1947年8月25日廃止、準154の一部
- 準地方費道48号旭川上士別線（旭川区～上川郡上士別村）

→1944年11月25日廃止、準153の一部
- 準地方費道49号名寄停車場天塩港線（名寄停車場～天塩郡天塩港）

→1942年7月9日廃止、地57の一部
- 準地方費道50号旭川中川線（旭川区～中川郡中川村）

→1925年7月2日廃止、後続路線無し
- 準地方費道51号名寄紋別港線（上川郡名寄町～紋別郡紋別港）

→1939年2月22日廃止、地54の一部
- 準地方費道52号下富良野停車場線（空知郡富良野町～下富良野停車場）

→1957年7月25日廃止、後続路線不明
- 準地方費道53号留萌幌延線（留萌郡留萌町～天塩郡幌延村）

→1957年7月25日廃止、r257幌延線
- 準地方費道54号増毛港線（増毛郡増毛町～増毛郡増毛港）

→1957年7月25日廃止、r256
- 準地方費道55号稚内鬼脇線（宗谷郡稚内町～利尻郡鬼脇村）

→1957年7月25日廃止、r260利尻島線の一部
- 準地方費道56号稚内沓形線（宗谷郡稚内町～利尻郡沓形村）

→1957年7月25日廃止、r260利尻島線の一部
- 準地方費道57号沓形鬼脇線（利尻郡沓形村～利尻郡鬼脇村）

→1957年7月25日廃止、r260利尻島線の一部
- 準地方費道58号稚内船泊線（宗谷郡稚内町～礼文郡船泊村）

→1954年3月30日廃止、r84船泊香深港線
- 準地方費道59号枝幸港小頓別停車場線（枝幸郡枝幸港～小頓別停車場）

→1954年3月30日廃止、r27
- 準地方費道60号旭川下湧別線（旭川区～紋別郡下湧別村）

→1935年5月23日廃止、準128の一部
- 準地方費道61号常呂留辺蘂線（常呂郡常呂村～常呂郡武華村）

→1957年7月25日廃止、r264常呂上佐呂間線
- 準地方費道62号網走置戸線（網走郡網走町～常呂郡置戸村）

→1957年7月25日廃止、r265
- 準地方費道63号網走滝ノ上線（網走郡網走町～紋別郡滝ノ上村）

→1954年3月30日廃止、r28紋別上川線の一部
- 準地方費道64号野付牛停車場線（常呂郡野付牛町～野付牛停車場）

→1957年7月25日廃止、後続路線無し
- 準地方費道65号室蘭浦河線（室蘭区～浦河郡浦河町）

→廃止時期不明
- 準地方費道66号室蘭似湾線（室蘭区～勇払郡似湾村）

→1957年7月25日廃止、r236夕張鵡川線の一部
- 準地方費道67号苫小牧停車場線（勇払郡苫小牧町～苫小牧停車場）

→1942年7月9日廃止、地56
- 準地方費道68号浦河旭川線（浦河郡浦河町～旭川区）

→1939年2月22日廃止、地46
- 準地方費道69号浦河市父線（浦河郡浦河町～静内郡静内村大字市父村市街御料牧場道路分岐点）

→1954年3月30日廃止、後続路線不明
- 準地方費道70号浦河佐瑠太停車場線（浦河郡浦河町～佐瑠太停車場）

→1957年7月25日廃止、r240
- 準地方費道71号浦河港線（浦河郡浦河町～浦河郡浦河港）

→1957年7月25日廃止、r239
- 準地方費道72号帯広本別線（河西郡帯広町～中川郡本別村）

→1954年3月30日廃止、r34幕別西足寄線の一部
- 準地方費道73号帯広屈足線（河西郡帯広町～上川郡屈足村）

→1942年7月9日廃止、後続路線無し
- 準地方費道74号帯広川合線（河西郡帯広町～中川郡川合村）

→1954年3月30日廃止、後続路線不明
- 準地方費道75号広尾豊頃停車場線（広尾郡茂寄村～豊頃停車場）

→1957年7月25日廃止、r299浦幌大樹線の一部、r302
- 準地方費道76号広尾港線（広尾郡茂寄村～広尾郡広尾港）

→1964年5月8日廃止（旧道路法における最後の準地方費道）、r290
- 準地方費道77号釧路網走線（釧路郡釧路町～網走郡網走町）

→1932年12月9日廃止、地30，地31
- 準地方費道78号釧路鳥取線（釧路郡釧路町～釧路郡鳥取村）

→1947年8月25日廃止、準175の一部
- 準地方費道79号釧路昆布森線（釧路郡釧路町～釧路郡昆布森村）

→1957年7月25日廃止、r282昆布森釧路線
- 準地方費道80号釧路浜中線（釧路郡釧路町～厚岸郡浜中村）

→1957年7月25日廃止、r280霧多布港線
- 準地方費道81号釧路足寄線（釧路郡釧路町～足寄郡足寄村）

→1957年7月25日廃止、r298、r34幕別西足寄線の一部
- 準地方費道82号根室歯舞線（根室郡根室町～花咲郡歯舞村）

→1954年3月30日廃止、r104の一部
- 準地方費道83号根室植別線（根室郡根室町～目梨郡植別村）

→1957年7月25日廃止、r281羅臼標津停車場線の一部
- 準地方費道84号根室乳呑路線（根室郡根室町～国後郡留夜別村）

→廃止時期不明、後続路線不明
- 準地方費道85号根室蘂取線（根室郡根室町～蘂取郡蘂取村）

→廃止時期不明、後続路線不明
- 準地方費道86号標津厚岸線（標津郡標津村～厚岸郡厚岸港）

→1954年3月30日廃止、r32中標津標津線、r31、r33
- 準地方費道87号根室落石線（根室郡根室町～根室郡和田村大字落石村初田牛道路分岐点）

→1957年7月25日廃止、r279落石根室線

### 1921年7月17日認定
- 準地方費道88号札幌当別線（札幌区～当別村）

→1957年7月25日廃止、後続路線不明
- 準地方費道89号函館亀田線（函館区～亀田村）

→1957年7月25日廃止、r185亀田函館線
- 準地方費道90号帯広人舞線（帯広町～人舞村）

→1925年7月2日廃止、後続路線無し
- 準地方費道91号岩見沢納内線（岩見沢町～納内村）

→1936年5月26日廃止、地37の一部

### 1922年7月21日認定
- 準地方費道92号岩見沢雨竜線（空知郡岩見沢町字1条東1丁目～雨竜郡雨竜村字満寿）

→1957年7月25日廃止、r226
- 準地方費道93号夕張停車場線（夕張郡夕張町字本町3丁目～夕張停車場）

→1932年12月9日廃止、地29の一部
- 準地方費道94号函館鹿部線（函館市東浜町～茅部郡鹿部村字鹿部）

→1957年7月25日廃止、r187大沼公園市渡線の一部、r186の一部
- 準地方費道95号利別八雲線（瀬棚郡利別村字中利別～山越郡八雲町大字八雲村字遊楽部）

→1957年7月25日廃止、r189、r175の一部
- 準地方費道96号カルルス登別停車場線（幌別郡幌別村大字登別村字カルルス）

→1957年7月25日廃止、r237
- 準地方費道97号稚内中頓別線（宗谷郡稚内町大字稚内村字止稚内～枝幸郡中頓別村字中頓別）

→1925年7月2日廃止、後続路線不明
- 準地方費道98号網走女満別線（網走郡網走町大字北見町中通～網走郡女満別村字女満別市街停車場通）

→1957年7月25日廃止、後続路線不明
- 準地方費道99号常呂野付牛線（常呂郡常呂村大字常呂村字常呂～常呂郡野付牛市街地大通停車場通）

→1939年2月22日廃止、地47の一部
- 準地方費道100号帯広鹿追線（河西郡帯広町字下帯広音更通～河東郡鹿追村字クテクウシ）

→1957年7月25日廃止、r290清水然別湖線の一部
- 準地方費道37号札幌夕張線（札幌区北3条西5丁目～夕張郡夕張町字本町3丁目）

→1932年12月9日廃止、地29の一部

### 1925年3月13日認定
- 準地方費道101号寿都停車場線（寿都郡寿都町大字大磯町～寿都停車場）

→1957年7月25日廃止、r204
- 準地方費道102号沼田妹背牛停車場線（雨竜郡沼田村字沼田～妹背牛停車場）

→1947年8月25日廃止、準162の一部
- 準地方費道103号旭川智恵文線（旭川市4条通7丁目～中川郡智恵文村字智恵文11線）

→1957年7月25日廃止、r243

### 1925年7月2日
- 準地方費道50号旭川江丹別線（旭川市4条通7丁目～上川郡江丹別村字上江丹別）

→1954年3月30日廃止、r102幌加内旭川線の一部
- 準地方費道90号旭川鷹栖線（旭川市4条通7丁目～上川郡鷹栖村字近文10線10号）

→1950年3月14日廃止、準188の一部
- 準地方費道97号稚内猿払線（宗谷郡稚内町大字稚内村～宗谷郡猿払村字鬼志別）

→1954年3月30日廃止、後続路線不明
- 準地方費道104号追分停車場線（勇払郡安平村字安平国道28号線分岐点～追分停車場）

→1957年7月25日廃止、r241

### 1926年4月7日認定
- 準地方費道105号芦別神居古潭線（空知郡芦別村字下芦別～上川郡江丹別村字神居古潭）

→1954年3月30日廃止、r7
- 準地方費道106号長沼江別線（夕張郡長沼村字長沼～札幌郡江別町大字江別町）

→1957年7月25日廃止、r210江別長沼線
- 準地方費道107号雄武美深線（紋別郡雄武村字オコツナイ～中川郡美深町基線5線）

→1957年7月25日廃止、r255

### 1927年3月24日認定
- 準地方費道108号網走生田原線（網走郡網走町大字北見町仲通～紋別郡生田原村字上生田原）

→1957年7月25日廃止、r111遠軽留辺蘂線の一部

### 1928年5月26日認定
- 準地方費道109号広尾止若線（広尾郡広尾村大字広尾村本通5丁目～中川郡幕別村大字止若村大通北2丁目）

→1954年3月30日廃止、r36
- 準地方費道110号弟子屈美幌停車場線（川上郡弟子屈村大字弟子屈村字弟子屈御料地～美幌停車場）

→1935年5月23日廃止、地39
- 準地方費道111号沓形港線（利尻郡沓形村字クツカンタ～沓形港）

→1957年7月25日廃止、r261
- 準地方費道112号紋別停車場線（紋別郡紋別町大字紋別村市街地中通～紋別停車場）

→1957年7月25日廃止、r275紋別停車場線
- 準地方費道113号池田停車場線（中川郡池田町大字河合村字利別太南4線）

→1957年7月25日廃止、後続路線不明

### 1929年3月7日認定
- 準地方費道114号旭川温根別線（旭川市4条通7丁目～上川郡温根別村字温根別南2線）

→1957年7月25日廃止、r244の一部
- 準地方費道115号士幌本別線（河東郡士幌村字上士幌西2線～中川郡本別村字本別市街地北見通）

→1954年3月30日廃止、r35本別新得線の一部

### 1935年5月23日認定
- 準地方費道116号石狩当別線（石狩郡石狩町大字船場町～石狩郡当別村字川下通）

→1957年7月25日廃止、r222当別石狩線の一部
- 準地方費道117号雨竜深川線（雨竜郡雨竜村字満寿～雨竜郡深川町字メム）

→1957年7月25日廃止、r225
- 準地方費道118号恵庭江別線（千歳郡恵庭村字柏木～札幌郡江別町大字江別町）

→1957年7月25日廃止、r214
- 準地方費道119号恵庭角田線（千歳郡字恵庭村字漁村～夕張郡角田村字アノロ）

→1957年7月25日廃止、r212
- 準地方費道120号東倶知安豊浦線（虻田郡東倶知安村市街地～虻田郡豊浦村字海岸町）

→1957年7月25日廃止、r202京極豊浦線
- 準地方費道121号函館尾札部線（函館市東浜町～茅部郡尾札部村字尾札部）

→1954年3月30日廃止、r8函館臼尻森線の一部
- 準地方費道122号釣懸青苗線（奥尻郡奥尻村字釣懸～奥尻郡奥尻村字青苗）

→1957年7月25日廃止、r170の一部
- 準地方費道123号上磯湯川線（上磯郡上磯町字飯生町～亀田郡湯川村大字湯川村）

→1957年7月25日廃止、r191上磯亀田湯川線
- 準地方費道124号壮瞥虻田線（勇払郡壮瞥村字滝の町～虻田郡虻田村字本町）

→1954年3月1日廃止、r5の一部
- 準地方費道125号添牛内士別線（雨竜郡幌加内村字添牛内市街地～上川郡士別町字市街地）

→1939年2月22日廃止、準139の一部
- 準地方費道126号丸瀬布紋別線（紋別郡遠軽町字丸瀬布市街地～紋別郡紋別町大字紋別町市街地）

→1957年7月25日廃止、r266
- 準地方費道127号滝上瀬戸牛停車場線（紋別郡滝上村字滝上市街地～紋別郡西興部村大字興部上瀬戸牛停車場）

→1957年7月25日廃止、r272滝の上西興部線
- 準地方費道128号生田原下湧別線（紋別郡生田原村字上生田原～紋別郡下湧別村字下湧別市街地）

→1954年3月30日廃止、r29遠軽上湧別線、r111遠軽留辺蘂線の一部
- 準地方費道129号中標津厚床停車場線（標津郡標津村字中標津～根室郡和田村大字厚別村厚床停車場）

→1954年3月30日廃止、r15
- 準地方費道130号根室弟子屈線（根室郡根室町大字花咲町～川上郡弟子屈村字弟子屈御料地）

→1942年7月9日廃止、地58

### 1938年9月28日認定
- 準地方費道131号川湯斜里線（弟子屈村字川湯川湯停車場線分岐点～斜里村地方費道旭川根室線分岐点）

→1957年7月25日廃止、後続路線不明
- 準地方費道132号釧路鶴居線（釧路町～鶴居村字中雪裡）

→1947年8月25日廃止、準175
- 準地方費道133号根室色丹線（根室町～色丹村字斜古丹）

→廃止時期不明
- 準地方費道134号鷹栖神楽線（鷹栖村～神楽村）

→1957年7月25日廃止、r161の一部、r246比布当麻東川線の一部、r247の一部
- 準地方費道135号黒松内静狩線（黒松内村準地方費道寿都蕨岱停車場線分岐点～長万部村字静狩市街）

→1957年7月25日廃止、r196の一部
- 準地方費道136号千歳由仁線（千歳村～由仁村）

→1957年7月25日廃止、r213千歳由仁線
- 準地方費道137号穂別夕張線（穂別村～夕張町地方費道札幌夕張線分岐点）

→1957年7月25日廃止、r236夕張鵡川線の一部
- 準地方費道138号幕別芽室線（幕別村字糠内準地方費道広尾止若線分岐点～芽室村）

→1957年7月25日廃止、r296糠内芽室線
- 準地方費道139号幌加内士別線（幌加内村～士別村）

→1954年3月30日廃止、r25士別沼田線の一部

### 1942年7月9日認定
- 準地方費道140号留萌天売線（留萌郡留萌町～苫前郡天売村）

→1957年7月25日廃止、r259天売島線の一部
- 準地方費道141号小清水美幌線（斜里郡小清水村～網走郡美幌町）

→1947年8月25日廃止、準172の一部
- 準地方費道142号留辺蘂阿寒湖畔線（常呂郡留辺蘂町～阿寒郡阿寒村阿寒湖畔）

→1954年3月30日廃止、r30留辺蘂西足寄線の一部、r54陸別上足寄線
- 準地方費道143号新得帯広線（上川郡新得町～帯広市）

→1957年7月25日廃止、r288新得帯広線
- 準地方費道144号幾春別岩見沢線（空知郡三笠山村大字幾春別村字幾春別17番地～空知郡岩見沢町）

→1957年7月25日廃止、r217幾春別三笠線、r216岩見沢三笠線
- 準地方費道145号紋別旭川線（紋別郡紋別町～旭川市）

→1954年3月30日廃止、r28紋別上川線
- 準地方費道146号七飯療養所線（七飯停車場～亀田郡七飯村七飯療養所）

→1957年7月25日廃止、r190
- 準地方費道147号豊頃大樹線（中川郡豊頃村～広尾郡大樹村）

→1957年10月1日廃止、r301

### 1944年11月25日認定
- 準地方費道148号赤井川余市停車場線（余市郡赤井川村～余市郡余市町余市停車場）

→1954年3月30日廃止、r110
- 準地方費道149号岩内港蘭越停車場線（岩内郡岩内町岩内港～磯谷郡南尻別村蘭越停車場）

→1957年7月25日廃止、r198
- 準地方費道150号洞爺豊浦停車場線（虻田郡洞爺村～虻田郡豊浦村豊浦停車場）

→1957年7月25日廃止、r234、r235豊浦停車場線
- 準地方費道151号厚真浜厚真停車場線（勇払郡厚真村～勇払郡厚真村浜厚真停車場）

→1957年7月25日廃止、r238
- 準地方費道152号幌泉襟裳線（幌泉郡幌泉村～幌泉郡幌泉村字襟裳）

→1954年3月30日廃止、r97の一部
- 準地方費道153号似峡士別停車場線（上川郡上士別村字似峡25線東2号～上川郡士別町士別停車場）

→1957年7月25日廃止、r250朝日士別線、r251
- 準地方費道154号旭川東神楽線（旭川市～上川郡東神楽村）

→1957年7月25日廃止、r247の一部
- 準地方費道155号旭中上富良野停車場線（空知郡中富良野村東9線北12号～空知郡上富良野村上富良野停車場）

→1957年10月1日廃止、r252の一部、r253
- 準地方費道156号旭中富良野停車場線（空知郡中富良野村東9線北12号～空知郡富良野町富良野停車場）

→1957年10月1日廃止、r252の一部
- 準地方費道157号帯広別府線（帯広市西2条南9丁目～河西郡川西村字別府南6線西6号）

→1954年3月30日廃止、r88の一部
- 準地方費道158号計根別西別線（標津郡標津村字計根別～野付郡別海村）

→1957年7月25日廃止、r283
- 準地方費道159号月形峯延停車場線（樺戸郡月形村～空知郡美唄町字峯延峯延停車場）

→1957年7月25日廃止、r218
- 準地方費道160号天塩港雄信内停車場線（天塩郡天塩町天塩港～天塩郡幌延村雄信内停車場）

→1957年7月25日廃止、r258
- 準地方費道161号北村美唄停車場線（空知郡北村～空知郡美唄町字美唄美唄停車場）

→1954年3月30日廃止、r92奈井江北村岩見沢線の一部、r93の一部

### 1947年8月25日認定
- 準地方費道162号増毛港妹背牛停車場線（増毛郡増毛町増毛港～雨竜郡妹背牛村妹背牛停車場）

→1957年7月25日廃止、r256、r224増毛妹背牛線、r227
- 準地方費道163号留萌達布線（留萌郡留萌町～留萌郡小平蘂村字達布）

→1954年3月30日廃止、r103川上留萌線の一部
- 準地方費道164号茂尻砂川線（空知郡赤平町字茂尻～空知郡砂川町）

→1954年3月30日廃止、r23赤平砂川線
- 準地方費道165号美唄炭山美唄停車場線（空知郡美唄町字常盤壷?～空知郡美唄町美唄停車場）

→1957年7月25日廃止、r219美唄炭山線
- 準地方費道166号万字炭山岩見沢停車場線（空知郡栗沢村万字炭山～岩見沢市岩見沢停車場）

→1957年7月25日廃止、r169の一部
- 準地方費道167号輪厚栗山線（札幌郡広島村字輪厚～夕張郡角田村字栗山）

→1957年7月25日廃止、r209輪厚栗山線
- 準地方費道168号旭川松山線（旭川市～上川郡東川村松山温泉）

→1954年3月30日廃止、r78旭川大雪山層雲峡線の一部、r79の一部
- 準地方費道169号当麻比布線（上川郡当麻村～上川郡比布村）

→1957年7月25日廃止、r246比布当麻東川線の一部
- 準地方費道170号上渚滑丸瀬布線（紋別郡上渚滑村～紋別郡丸瀬布村）

→1957年7月25日廃止、r267
- 準地方費道171号二股留辺蘂停車場線（常呂郡留辺蘂町字二股～常呂郡留辺蘂町留辺蘂停車場）

→1957年7月25日廃止、r268
- 準地方費道172号斜里美幌線（斜里郡斜里町～網走郡美幌町）

→1957年7月25日廃止、r269美幌斜里線
- 準地方費道173号宇登呂港斜里停車場線（斜里郡斜里町字宇登呂港～斜里郡斜里町斜里停車場）

→1957年7月25日廃止、r270宇登呂斜里線の一部
- 準地方費道174号川湯弟子屈線（川上郡弟子屈村字川湯～川上郡弟子屈村）

→1957年7月25日廃止、r278の一部
- 準地方費道175号釧路弟子屈線（釧路市～川上郡弟子屈村）

→1957年7月25日廃止、r284の一部
- 準地方費道176号池田大津線（中川郡池田町～大津村）

→1957年7月25日廃止、r297池田浦幌線の一部、r299の一部

### 1950年3月14日認定
- 準地方費道177号網走東藻琴線（網走市南4条東4丁目～網走郡東藻琴村）

→1954年3月30日廃止、r106山園藻琴停車場線の一部
- 準地方費道178号手師学端野停車場線（常呂郡常呂村字手師学地方費道常呂津別線分岐点～常呂郡端野村端野停車場）

→1957年7月25日廃止、r271
- 準地方費道179号東瓜幕芽室線（河東郡士幌村字東瓜幕地方費道新得士幌線分岐点～川西郡芽室町）

→1957年7月25日廃止、r291
- 準地方費道180号糠平帯広線（河東郡上士幌村字糠平～帯広市）

→1957年7月25日廃止、r292糠平上士幌線
- 準地方費道181号上美生中札内停車場線（川西郡芽室町字上美生～川西郡中札内村中札内停車場）

→1957年7月25日廃止、r294の一部、r303
- 準地方費道182号上美生芽室停車場線（川西郡芽室町字上美生～川西郡芽室町芽室停車場）

→1957年7月25日廃止、r294の一部、r295
- 準地方費道183号中美生御影停車場線（川西郡芽室町字中美生～川西郡芽室町御影停車場）

→1957年7月25日廃止、r294の一部
- 準地方費道184号上毛根御影停車場線（川西郡芽室町字上毛根～川西郡芽室町御影停車場）

→1957年7月25日廃止、r290清水然別湖線の一部
- 準地方費道185号中札内上更別停車場線（川西郡中札内村～川西郡更別村上更別停車場）

→1957年7月25日廃止、後続路線不明
- 準地方費道186号尾田上更別停車場線（広尾郡大樹村字尾田～川西郡更別村上更別停車場）

→1954年3月30日廃止、r73の一部
- 準地方費道187号茶路白糠停車場線（白糠郡白糠村字茶路～白糠郡白糠村白糠停車場線）

→1957年7月25日廃止、r287
- 準地方費道188号旭川和寒線（旭川市～上川郡和寒村）

→1957年7月25日廃止、r245和寒旭川線
- 準地方費道189号愛別比布停車場線（上川郡愛別村～上川郡比布村比布停車場）

→1957年7月25日廃止、r249の一部
- 準地方費道190号瑞穂東旭川停車場線（上川郡東旭川村字瑞穂～上川郡東旭川村東旭川停車場）

→1957年10月1日廃止、r248の一部
- 準地方費道191号秩父別妹背牛停車場線（雨竜郡秩父別村～雨竜郡妹背牛村妹背牛停車場）

→1957年7月25日廃止、r230の一部
- 準地方費道192号茨戸札幌線（札幌郡篠路村字茨戸～札幌市）

→1957年7月25日廃止、r207
- 準地方費道193号当別上幌向停車場線（石狩郡当別町～岩見沢市上幌向停車場）

→1957年7月25日廃止、r215当別栗沢線の一部
- 準地方費道194号栗沢上幌向停車場線（空知郡栗沢村～岩見沢市上幌向停車場）

→1957年7月25日廃止、r215当別栗沢線の一部
- 準地方費道195号熱郛熱郛停車場線（歌棄郡熱郛村字熱郛準地方費道寿都港蕨岱停車場線分岐点～歌棄郡熱郛村熱郛停車場）

→1957年7月25日廃止、r195
- 準地方費道196号新琴似琴似線（札幌郡琴似町字新琴似～札幌郡琴似町国道4号線接合点）

→1957年7月25日廃止、r221、r220
- 準地方費道197号鵡川早来停車場線（勇払郡鵡川村地方費道札幌浦河線接合点～勇払郡安平早来停車場）

→1954年3月30日廃止、r21の一部
- 準地方費道198号蕨台倶知安線（岩内郡発足村字蕨台～虻田郡倶知安町北4条東1丁目）

→1957年7月25日廃止、r199の一部